# Superplastizität
Superplastizität ist die Eigenschaft eines polykristallinen Werkstoffes, unter bestimmten Bedingungen superplastisch zu verformen. Beim superplastischen Verformen (engl. superplastic forming, SPF) dehnt sich der Werkstoff um mehrere 100 % ohne zu brechen, und seine Querkontraktion verteilt sich dabei ziemlich gleichmäßig über die Länge, anstatt sich an einer Stelle (Brucheinschnürung) zu konzentrieren. Einige Legierungen erreichen Bruchdehnungen von mehr als 1000 %.
Typische superplastische Legierungen besitzen Korngrößen unter ca. 10 μm, benötigen eine Umformtemperatur von 0,5 Tm (Schmelztemperatur in Kelvin) und niedrige Umformgeschwindigkeiten (~5 %/min = 0,0008/s).

## Erläuterung
Bei einer Umformung durch Zug wird das Material gestreckt. Die meisten Materialien schnüren sich quer zum Zug ein, da ihr Volumen fast gleich bleibt. Im Allgemeinen ist der eingeschnürte Bereich schwächer als der nicht eingeschnürte Bereich. Die weitere Umformung konzentriert sich deshalb immer mehr auf diesen Bereich, bis es zum Bruch kommt. Bei einer superplastischen Umformung verfestigt sich hingegen der eingeschnürte Bereich, so dass sich die weitere Umformung auf die weniger eingeschnürten Bereiche verlagert. Auf diese Weise erfolgt die Einschnürung wesentlich gleichmäßiger und das Material kann viel stärker gedehnt werden, bis es bricht.
Ein ähnliches Verhalten von Kunststoffen wird nicht als Superplastizität bezeichnet, da Kunststoffe nicht kristallin sind und die Eigenschaft nicht auf Korngrenzeneffekten beruht.

## Beispiele
Beispiele für superplastische Legierungen sind:
- Ti6Al5V (erreicht bei 850...525 °C und 5 %/min Verformung Dehnungen von > 700 %)
- AlZnMg, AlCuZr-, AlLiZr (erreichen bei 490...540 °C Dehnung von bis 1200 %)